# Пушок і Дружок (мультфільм)
«Пушок і Дружок» (рос. Пушок и Дружок) — радянський анімаційний фільм 1962 року Творчого об'єднання художньої мультиплікації студії Київнаукфільм, режисер — Ніна Василенко. Мультфільм озвучено російською мовою, а пісні українською.

## Сюжет
Вірні друзі каченятко Пушок і пес Дружок рятують зайченя від лисиці і вовка. Їм допомагають всі лісові мешканці.

## Над фільмом працювали
- Автор сценарію: Г. Карлов;
- Режисер-постановник: Ніна Василенко;
- Художник-постановник: М. Малова;
- Оператор: Григорій Островський;
- Звукооператор: Ігор Погон;
- Композитор: Юдіф Рожавська;
- Художники-мультиплікатори: Володимир Гончаров, Марк Драйцун, Адольф Педан, Євген Рабинович, Оксана Ткаченко, Леонід Телятніков;
- Художники-декоратори: Л. Гриценко, Т. Лев'єва;
- Асистенти режисера: О. Галака, Цезар Оршанський;
- Асистент художника-постановника: Радна Сахалтуєв;
- Асистент оператора: Анатолій Гаврилов;
- Редактор: Таїсія Дмитрук.